# Nematopogon
Nematopogon is een geslacht van nachtvlinders uit de familie van de langsprietmotten (Adelidae).

## Soorten
- Nematopogon adansoniella (de Villers, 1789) - Gevlekte langsprietmot
- Nematopogon distinctus (Yasuda, 1957)
- Nematopogon dorsigutellus (Erschoff, 1877)
- Nematopogon magna (Zeller, 1878)
- Nematopogon metaxella (Hübner, 1813) - Brede langsprietmot
- Nematopogon pilella (Denis & Schiffermüller, 1775) - Bosbeslangsprietmot
- Nematopogon prolai (Hartig, 1941)
- Nematopogon robertella (Clerck, 1759) - Naaldboslangsprietmot
- Nematopogon schwarziellus Zeller, 1839 - Zuidelijke langsprietmot
- Nematopogon sericinellus Zeller, 1847
- Nematopogon swammerdamella (Linnaeus, 1758) - Bleke langsprietmot
- Nematopogon taiwanella Kozlov, 2001